# Pacific Tri-Nations 1988
Das Pacific Tri-Nations 1988 war die siebte Ausgabe des Rugby-Union-Turniers Pacific Tri-Nations. Dabei spielten die Nationalmannschaften von Fidschi, Westsamoa und Tonga um den Titel des Ozeanien-Meisters. Nach drei Spielen, in denen die drei Teilnehmer jeweils einmal gegen die beiden anderen Teams antraten, sicherte sich Fidschi zum fünften Mal den Titel.

## Tabelle
|    | Land      | Spiele | Siege | Unent. | Ndlg. | Spiel- punkte | Diff. | Tabellen- punkte |
| -- | --------- | ------ | ----- | ------ | ----- | ------------- | ----- | ---------------- |
| 1. | Fidschi   | 2      | 1     | 1      | 0     | 33:30         | + 3   | 3                |
| 2. | Westsamoa | 2      | 1     | 1      | 0     | 37:30         | + 7   | 3                |
| 3. | Tonga     | 2      | 0     | 0      | 2     | 26:36         | − 10  | 0                |

Anmerkung: Ausschlaggebend für die Platzierung war nicht die Punktedifferenz, sondern die Anzahl erzielter Versuche.

## Ergebnisse
| 28. Mai 1988 | Westsamoa | 20 : 13 | Tonga | Apia Park, Apia |
| 28. Mai 1988 | Bericht   |         |       | Apia Park, Apia |

| 31. Mai 1988 | Fidschi                                   | 16 : 13       | Tonga                                                          | Apia Park, Apia |
| 31. Mai 1988 | Versuche: Vonalagi Straftritte: Sarai (4) | (4:0) Bericht | Versuche: Halasika Hekeheke Erhöhungen: Vai Straftritte: Amone | Apia Park, Apia |

| 4. Juni 1988 | Westsamoa                                                     | 17 : 17       | Fidschi                                   | Apia Park, Apia Schiedsrichter: Peni Kaihau (Samoa) |
| 4. Juni 1988 | Versuche: Faʻasua Mano Sio Erhöhungen: Aiolupo Straftritte: 1 | (8:9) Bericht | Versuche: Aria (2) Straftritte: Sarai (3) | Apia Park, Apia Schiedsrichter: Peni Kaihau (Samoa) |